# Essaouira
Essaouira (arabiska الصويرة Assawira, berberspråk ⵎⵓⴳⴰⴹⵓⵔ, Mugadur) är en stad vid atlantkusten i Marocko, mitt emellan Safi och Agadir. Staden är administrativ huvudort för provinsen Essaouira, som ligger i regionen Marrakech-Safi. Folkmängden uppgick till 77 966 invånare vid folkräkningen 2014. Staden hette före 1958 Mogador.

## Historia
Arkeologiska utgrävningar har visat att Essaouira var befolkat redan på förhistorisk tid. Den stora ön Mogador stänger nästan helt till bukten utanför Essaouira. Detta gör platsen till en relativt lugn hamn, som är skyddad mot hårda vindar.
Essaouira, med sin skyddade hamn och rikliga tillgång på dricksvatten, ansågs som en av de bästa ankringsplatserna längs den marockanska kusten. Redan på 400-talet f.Kr. etablerade den kartagiske navigatören Hannon en handelsstation på platsen. Platsen erövrades under det tredje puniska kriget av romarna. I slutet av 100-talet f.Kr. startade Juba II en fabrik för tillverkning av så kallad tyruspurpur, ett färgämne som framställdes av purpursnäckor och purpurskal från bergen runt Essaouira.
Platsen har fått sitt namn från det muslimska helgonet Sidi Mogdoul, vilken begravdes i Essaouira under medeltiden. Under portuguiserna började detta namn att stavas "Mogador". 1506 beordrade kungen av Portugal att en fästning skulle byggas i staden. Denna fästning kallas Castelo Real de Mogador. Blott fyra år senare föll fästningen under ett lokalt uppror i Regrarabroderskapets händer.
På 1600-talet försökte flera länder, bland andra Spanien, England, Nederländerna och Frankrike förgäves att erövra platsen. Essaouira förblev en liten hamn för melassexport och ett tillhåll för pirater.
Själva staden Essaouira byggdes inte förrän 1760 av sultanen Mohammed ben Abdallah. Denne önskade vända sitt kungarike mot Atlanten, och förbättra relationerna med de europeiska staterna. Han valde ut Mogador till huvudort och kallade in den franske ingenjören Théodore Cornut och flera andra europeiska arkitekter och specialister för att bygga en fästning av modernt snitt. Ursprungligen kallades den Souira ("den lilla fästningen"). Senare blev namnet Es-Saouira ("den vackert utformade").
1844 bombades Essaouira och ockuperades en kort period av den franska flottan.

## Dagens Essaouira
Medinan i Essaouira är idag, som ett exempel på hur en befäst stad från senare delen av 1700-talet kunde se ut i Nordafrika, listat som ett av Unescos världsarv.
Fiskehamnen, som har svårt att hävda sig mot sina motsvarigheter i Agadir och Safi, är ganska liten, men fångster av sardiner och ål är ganska stora tack vare uppvällning av djupvatten som genereras av starka nordostliga vindar.
Turismen är en ganska viktig industri, och stödjer ett växande antal småhotell och hantverksföretag i den gamla staden.
Essaouira är även känd för sin vindsurfing, med starka nordostvindar som blåser konstant in mot den skyddade och nästan vågfria bukten. Flera klubbar av världsklass hyr ut toppmodern utrustning veckovis.
Av samma anledning är stranden och vattnen mycket kalla året runt. Få människor vågar ge sig ut och simma i vattnet, även om det är mitt i sommaren. Kamelridning finns på stranden och går in i ökenområdet.
Efter att målare från västvärlden besökt staden blev Essaouir ett centrum för målarkonsten. Konstnärerna använder främst akrylatfärg och skapar bilder som ofta visar sångare eller andra musiker. Verken är ofta utförda i stilen av folkgruppen Gnawa (även Gnaoua).

## Transport
Staden har en flygplats.